# 촌어족
촌어족(Chon, Chonan)은 파타고니아 지역 및 티에라델푸에고 제도에 분포하던 어족이다. 자료가 제대로 남은 것은 셀크남어와 테우엘체어 정도이며 나머지는 자료가 부족하여 서로 연관되었을 것이라 추측하는 수준이다. ‘촌’(Chon)이라는 이름은 테우엘체(Tehuelche)와 오나(Ona)를 합한 Tshon에서 온 말이다. 현재 대부분의 언어가 대가 끊겨 사라졌으며, 많은 학자들은 2000년 전후에 사실상 사멸한 것으로 본다.

## 분류
본래의 촌어족은 도서 지역의 셀크남어(Selk'nam)와 하우시어(Haush), 그리고 육지 지역의 테우엘체어(Tehuelche)와 테우셴어(Teushen)로 구성된다. 여러 학자들은 보다 북쪽 지역의 푸엘체족(Puelche)의 고유어도 촌어족과 연관된 것으로 보인다고 주장했으며, 헤트족(Het)의 고유어도 촌어족과 연관되었을 것이라고 추측되기도 한다. 이것이 사실이라면 더욱 확장적인 촌어족이 성립한다.
셀크남어는 오나어(Ona)라고도 하는데, 당시 상당한 연구가 이루어지기는 했으나 20세기 초 학살과 전염병으로 셀크남족의 인구가 급감하면서 대가 끊겼고, 1970년 마지막 화자가 사망하면서 완전히 절멸했다.
테우엘체족 중 북부 인구는 유럽인이 도래하기 이전에 이미 마푸체족에게 흡수되어 가고 있었으며, 따라서 인구의 상당수가 고유의 테우엘체어가 아닌 마푸체어를 사용하고 있었다. 남부의 테우엘체족은 웨일스인 정착민들과 공존하면서 나름대로 언어를 보존해가고 있었으나 19세기 말부터 학살이 시작되면서 인구가 급감하였다. 2000년 기준으로 4명의 화자가 남아있는 것으로 조사되었다.

### 가설적인 하위 언어
- 협의의 촌어족
  - 도서
    - 셀크남어
    - 하우시어

  - 대륙
    - 테우엘체어
    - 테우셴어
- Puelche–Het
  - 푸엘체어 (또는 Gününa Küne)
  - 헤트어? (자료 부족)

## 같이 보기
- 파타고니아
- 티에라델푸에고 제도
- 야간어